# St Lawrence (Essex)
St Lawrence – wieś i civil parish w Anglii, w hrabstwie Essex, w dystrykcie Maldon. Leży 26 km na wschód od miasta Chelmsford i 71 km na wschód od Londynu. W 2011 roku civil parish liczyła 1388 mieszkańców. St. Lawrence jest wspomniana w Domesday Book (1086) jako Niuuelanda/Niwelant.